# (6012) 1990 SK4
(6012) 1990 SK4 là một tiểu hành tinh vành đai chính. Nó được phát hiện bởi Robert H. McNaught ở Đài thiên văn Siding Spring ở Canberra, Australia, ngày 20 tháng 9 năm 1990.